# Ideogram
Et ideogram (gr. ιδεα idea "idé" og γραφω grapho "gramma", "skrive") er et skrifttegn som står for et ord eller et begreb i stedet for en sproglig lyd eller stavelse, fx , som er synonym med glad. Andre eksempler på ideogrammer er fx asiatiske skriftsprog som japansk eller koreansk eller tegnet π, % og @. Også nogle ældre tegnsæt, som hieroglyffer, anvender ideogram.